# Televisión x la inclusión
Televisión por la inclusión, también llamado Televisión x la inclusión, fue un unitario argentino producido por ON TV Llorente & Villarruel Contenidos, que se emitió en Canal 9 desde el 12 de octubre de 2011 y fue uno de los proyectos que resultó ganador del concurso “Ficción para todos” del INCAA.
Creado y concebido por Bernarda Llorente y Claudio Villarruel (que con esta ficción retornaron a la producción de contenidos de corte social), dirigida por Alejandro Maci, con la producción general de Gonzalo Otálora y libretos de Silvina Olschansky y Gabriel Cela, Televisión x la inclusión retrató en 13 capítulos historias relacionadas con las problemáticas sociales “que miramos y no vemos” y que son ejercidas por una buena parte de la sociedad y percibidas por otra.
Conflictos relacionados con la exclusión, la discriminación, la desigualdad, la explotación y el acoso en 13 entregas televisivas que invitaron al espectador a tomar conciencia sobre sus conductas a la hora de ser solidarios, comprensivos e interactuar con los otros.
El ciclo se llevó un premio Martín Fierro como mejor unitario, y los actores Darío Grandinetti y Cristina Banegas recibieron por sus respectivas actuaciones sendos Premios Emmy Internacional en la entrega de 2012 de estos galardones.

## Índice de audiencia
Debutó con un promedio de 4.1 puntos de índice de audiencia (según Ibope), quedando cuarto en su franja horaria. En su segundo capítulo subió a 4,2 puntos (0,1 más que el debut) y a lo largo de su estadía en pantalla obtuvo un promedio total de 3,7.

## Capítulos
Capítulo 1 - "Esa gente" con Selva Alemán, Eleonora Wexler, Rafael Spregelburd y Vera Spinetta'
Foco:“Ocupas/Solidaridad”
Sinopsis: Cuenta la historia de Marta (Selva Alemán), una mujer solitaria que tiene una relación algo distante con su hijo Horacio (Rafael Spregelburd) y una muy estrecha con su nieta Guada (Vera Spinetta), y que vive en una casona amplia con una propiedad deshabitada en el fondo. Una noche de lluvia, mientras la protagonista desarma una cena familiar que no fue, este sitio desocupado es invadido por un matrimonio y sus hijos que, ante la pérdida de su propio techo, se ven en la obligación de ocupar dicho espacio. A partir de allí, la convivencia forzada pasa a adquirir el mayor de los protagonismos y lo que en primera instancia es pura hostilidad, luego adquiere un matiz de comprensión y solidaridad.

Capítulo 2 – “Suelo argentino” con Darío Grandinetti, Juan Grandinetti, María Onetto,  Alfredo Castellani, Vanesa Robbiano, Pascual Condito, Paul Cruzatt y Javier Niklison
Foco: “Xenofobia”
Sinopsis: Cuenta la historia de Mario (Darío Grandineti), un taxista xenófobo que se reconoce patriota y se vuelve intolerante ante la presencia de una familia peruana que acaba de mudarse al lado de su departamento. Sus nuevos vecinos se convierten en una real obsesión para él; los acusa de todos sus males y hasta incluso de un robo que no cometieron. El desenlace llega con la elaboración de un plan para plantarles droga y lograr que sean detenidos inmediatamente.

Capítulos 3 y 4 – “La violinista” con Daniel Hendler, Alejandra Flechner, Ailín Salas y Nicolás Martin
Foco: “Exclusión/Inclusión /Desigualdad de oportunidades”
Sinopsis: Cuenta la historia de Tati (Ailín Salas), una adolescente de clase social baja que sueña con convertirse en violinista y, en busca de ese sueño, se cruza con Andrés (Daniel Hendler), un profesor de música que en su juventud quiso cambiar el mundo y con el tiempo fue perdiendo ese espíritu romántico e idealista. El choque de estos dos mundos generará un cambio en los protagonistas que, en distintas medidas, se terminarán ayudando; él colaborará con el deseo de ella y ella reflotará ese aspecto de la personalidad de él que parecía estar marchito.

Capítulo 5 – “La cena” con Mirta Busnelli, Patricio Contreras, Esteban Meloni,  Guillermo Pfening, María Alche y Bimbo Godoy'
Foco: “Discriminación”
Sinopsis: Cuenta la historia –en tiempo real- de lo que sucede en una comida familiar cuando Cata, una chica con sobrepeso presenta a su novio frente a sus padres, su hermana y su cuñado y ellos, que no creen que sea capaz de conquistar a un hombre debido a su obesidad, ponen sobre la mesa una exagerada desconfianza hacia su candidato. En este sentido, Cata deberá demostrar que, además de gorda, es inteligente, simpática, apasionada, vulnerable y luchadora, y que el vínculo que la une con su novio es fidedigno.

Capítulo 6 y 7 – “Orden natural” con Leonardo Sbaraglia, Valentina Bassi, Alberto Ajaka, Mario Moscoso, Claudio Rissi y Lucrecia Oviedo
Foco: “Trabajo infantil /Esclavo”
Sinopsis: Cuenta la historia de Rodrigo (Leonardo Sbaraglia), un joven inspector municipal que está esperando su primer hijo con su esposa Marcela (Valentina Bassi) y un día se ve atravesado por el caso de un niño de seis años que muere en el hospital zonal, tras haber sido trasladado en el camión de la finca de “Don Pedro”, considerado “el dueño del pueblo”. Esta extraña circunstancia y la sospecha de que pueda tratarse de un espacio en el que se emplean menores de edad y se promueve el trabajo esclavo lo llevan a encarar una profunda investigación.
Capítulo 8 – “Acosada” con Soledad Fandiño y Luis Machín
Foco: “Acoso laboral”
Sinopsis: Cuenta  la historia de Victoria (Soledad Fandiño), una redactora que trabaja en la revista “Magazine decó” y que, de un año para el otro, deja de ser una de las mejores profesionales de la redacción para convertirse en el último “orejón del tarro”. Su capacidad laboral y sus posibilidades de conseguir un ascenso se ven truncadas por la coordinadora del lugar que, al sentir su trabajo amenazado, elabora estrategias para derrumbar ante el jefe y el resto de la gente su imagen positiva.
Capítulo 9 – “Sin cobertura” con Gloria Carrá, Cristina Banegas, Malena Pichot y María Delfina Demattei
Foco: “Discriminación/Integración social”
Sinopsis: Cuenta la historia de una adolescente con síndrome de Down (María Delfina Demattei), a quien la obra social la deja afuera del plan de cobertura familiar. A partir de ese momento, su mamá (Cristina Banegas) inicia una lucha ferviente y no cesa a la hora de los reclamos ante diversos empleados de la prepaga, inclusive cuando recibe muchas excusas vanas. El desenlace llegará con el triunfo de la perseverancia y la razón por sobre el negocio de las obras sociales y los sistemas de salud.
Capítulo 10 – “Tipos grandes” con Patricio Contreras y Enrique Liporace
Foco: “Discriminación por edad”
Sinopsis: Cuenta la historia de Gabriel (Patricio Contreras), un hombre de sesenta años que es desplazado de la agencia de automotores en la que trabajó casi toda su vida, por los hijos de su dueño original. Con la excusa de renovar la imagen de la empresa, los nuevos encargados comienzan a armar un personal de jóvenes y a marginar a los antiguos empleados. En este tránsito, Gabriel y la camada de viejos compañeros que se encuentran en su misma situación se debaten entre aguardar mansamente en una posición de exclusión hasta la llegada de la jubilación, o modificar dicho panorama de relego.

Capítulo 11 – “Daños y prejuicios" con María Onetto, Beatriz Spelzini, Carlos Kaspar y Ricardo Merkin
Foco: “Estigmatización de la pobreza /Desigualdad”
Sinopsis: Cuenta la historia de dos chicos de similar edad y marcada diferencia social que son víctimas fatales de un mismo accidente automovilístico, cuando cruzan la calle con el semáforo en verde. Transcurrido un tiempo, se da a conocer un fallo con el que se resarce a ambas familias. Pasados algunos meses, las madres de ambos adolescentes se cruzan por casualidad y advierten que el resarcimiento económico que han obtenido por daños y perjuicios es terriblemente desigual; mientras la familia de clase media cobró 200 mil dólares, la otra fue "beneficiada" con tan sólo 28 mil pesos. Ante este panorama diferencial, ambas madres se unen solidariamente para obtener un nuevo fallo ecuánime y terminar con la mirada clasista y marginadora de algunos magistrados.

Capítulo 12 - "Pertenecer" con Lito Cruz y Mariano Argento
Foco: "Discriminación, egoísmo, individualismo"
Sinopsis: Cuenta la historia de un hombre (Lito Cruz) que sufre un accidente y queda en silla de ruedas. A causa de este gran percance, se ve en la necesidad de pedirle al consorcio (conformado por sus amigos) del edificio una rampa para el ingreso a su casa. No obstante, como el lugar está a punto de ser nombrado “patrimonio histórico”, el nuevo desafío de los vecinos es lograr que el protagonista se mude.

Capítulo 13 - "Matonaje escolar" con Carlos Santamaría, Vera Spinetta y Camilo Cuello Vitae
Foco: Bullying
Sinopsis: Cuenta la historia de un adolescente que llega desde La Pampa junto a su madre enferma, ingresa a mitad de año a un colegio secundario, y comienza a ser hostigado y agredido física y psicológicamente por algunos de sus compañeros. Finalmente, al sentirse desprotegido por las autoridades de la escuela y la gente toda, elabora un plan junto a su novia para dejar a su "enemigo" y sus cómplices expuestos ante todos.
Cortina musical
http://www.youtube.com/watch?v=zVhVi0rmXsU&feature=youtu.be
Intérprete: Gonzalo Aloras
Autores: Frigerio, Villarruel, San Millán

## Reconocimientos y distinciones
- Nominación a los Premios Tato en la categoría "Mejor unitario" por la Cámara Argentina de Productores Independientes de la Televisión (CAPIT)
- Reconocimiento del Honorable Senado de la Nación (promovido por Daniel Filmus) como “ciclo de interés”
- Reconocimiento de la Legislatura de la Ciudad de Buenos Aires (promovido por María José Lubertino) como “ciclo de interés cultural y educativo”
- Ganadora del Premio “Construyendo Ciudadanía” en Radio y Televisión entregado por AFSCA  a aquellos programas  comprometidos con la realidad social y el estímulo del pensamiento crítico de la audiencia
- Reconocimiento de la asociación no gubernamental “Un techo para mi país” "por su aporte al plan de conciencia social y espíritu de solidaridad sobre el tema viviendas"
- Premio de los usuarios del sitio especializado “Television.com.ar”, como la mejor ficción de los concursos INCAA
- Distinción del INADI  “por la excelencia en el tratamiento de las temáticas que  abordan la lucha contra la discriminación”